# Лонџица
Лонџица је насељено место у саставу града Нашица у Осјечко-барањској жупанији, Република Хрватска.

## Историја
"Лонжица" је 1885. године место у Пакрачком изборном срезу за црквено-народни сабор у Карловцима. Тада је у њему пописано 1296 православних житеља.
До територијалне реорганизације у Хрватској налазила се у саставу старе општине Нашице.

## Становништво
На попису становништва 2011. године, Лонџица је имала 190 становника.

## Попис1991.
На попису становништва 1991. године, насељено место Лонџица је имало 266 становника, следећег националног састава:
| Попис 1991.‍  | Попис 1991.‍  | Попис 1991.‍ | Попис 1991.‍ | Попис 1991.‍ |
| ------------ | ------------ | ----------- | ----------- | ----------- |
|              |              |             |             |             |
| Хрвати       | Хрвати       |             | 153         | 57,51%      |
| Срби         | Срби         |             | 87          | 32,70%      |
| Југословени  | Југословени  |             | 13          | 4,88%       |
| Словенци     | Словенци     |             | 3           | 1,12%       |
| Словаци      | Словаци      |             | 2           | 0,75%       |
| Мађари       | Мађари       |             | 1           | 0,37%       |
| Македонци    | Македонци    |             | 1           | 0,37%       |
| неопредељени | неопредељени |             | 4           | 1,50%       |
| регион. опр. | регион. опр. |             | 1           | 0,37%       |
| непознато    | непознато    |             | 1           | 0,37%       |
| укупно: 266  |              |             |             |             |